# Anticarsia coenosa
Anticarsia coenosa är en fjärilsart som beskrevs av Heinrich Benno Möschler 1880. Anticarsia coenosa ingår i släktet Anticarsia och familjen nattflyn. Inga underarter finns listade i Catalogue of Life.